# Business Tycoon Online
Business Tycoon Online — браузерная многопользовательская ролевая онлайн-игра (BBMMORPG) экономический симулятор, разработанная компанией Haikou Dynamic Vanguard Network Technologies Co.Ltd, в России, странах Балтии и СНГ и выпущенная Mail.Ru. Игра является бесплатной, но возможна покупка особого вида игровой валюты, получить которую, а также покупаемые за неё предметы в игре достаточно сложно. 21 февраля 2014 русскоязычные сервера Business Tycoon Online были закрыты.

## Игровой процесс
В первую очередь игроку предстоит развивать виртуальную компанию, которой он управляет и выполнять задания главного инвестора данной компании. Кроме того, есть возможность развивать своё поместье и личный зоопарк. Также в игре существует ряд PvP соревнований, в первую очередь скачки между лошадьми участников и дебаты между командами из сотрудников компаний, а также рейтинговых конкурсов.

### Начало игры
В начале игры игроку предлагается выбрать название персонажа (с ним по умолчанию будет совпадать название компании), его внешний вид и одну из четырёх сфер деятельности для своей компании:
- Индустрия развлечений
- Ресторанный бизнес
- Розничная торговля
- Сфера услуг

Данный выбор аналогичен выбору пути развития персонажа в классических RPG — каждая сфера деятельности обладает уникальными типами построек, различными видами товаров и приоритетным сырьём, необходимых для их производства, а также рецептами, которые можно использовать.
В начале игры игрок выбирает себе секретаря, которому можно будет назначать различные поручения, кроме того в его окошке можно ознакомиться с отчётами о произведённых действиях, а также письмами от других игроков.
В игре есть обучающие задания инвестора, которые помогают новому игроку ознакомиться с особенностями игры.

### Валюта и ресурсы

#### Кредиты
Основная валюта игры, именно в ней измеряется капитал компании. Кредиты получают магазины и центры продаж при продаже товаров в течение дня. Они могут быть получены при выполнении заданий и ряде других случаев. На кредиты можно обменять золото (до ста золотых в день), курс обмена будет зависеть от дневного дохода компании. Данный тип валюты необходим при открытии магазинов, обучении сотрудников, уборке и рекламе магазинов, закупке товаров, выплате окладов и премий сотрудникам и ряде других случаев.

#### Золото
Золото получают игроки за счёт перевода реальных денег в игру. Кроме того, оно может быть получено в некоторых других редких случаях, например, в результате переговоров с золотой мафией. Различные предметы, например, средства передвижения имеющие стоимость в золоте, можно купить в игровом магазине только за золото, но не за подарочное золото или кредиты. Хотя данные предметы иногда могут быть получены не только в результате покупки. Также только за золото можно участвовать в ряде конкурсов городской ярмарки.

#### Подарочное золото
Подарочное золото может выполнять лишь некоторые функции обычного золота. В частности за него можно купить ряд предметов в магазине, например: VIP-карты, Суп мастерства, Отряд охраны, Письменный отказ и другие. Кроме того, оно может быть использовано для выполнения VIP-действий: массовых закупок, закрытий и открытий магазинов, в случае отсутствия у игрока VIP-карты. Подарочное золото может быть получено в поездках. VIP-игроки могут с некоторой вероятностью получить его в качестве бонуса за вход.

#### Очки улучшения магазина
Очки улучшения необходимы для улучшения магазинов, центров продаж (для этого их необходимо обменять на очки улучшение центра продаж по курсу 3 к 1), а также отделов корпоративного небоскрёба для этого их необходимо обменять на очки улучшение небоскрёба по курсу 5 к 1). По сути это единственный ресурс, который нельзя купить в значительном количестве даже за золотые. Для VIP-игроков существует возможность обмена одного золотого в день на одно очко улучшения магазина. Данные очки начисляются со временем (раз в несколько часов, частота зависит от дня недели). Кроме того, могут быть получены посредством обмена купонов улучшения магазина. Эти купоны являются предметом эквивалентным данному ресурсу и обмениваются 1 к 1. Они в свою очередь могут быть получены при выполнении некоторых задний и исследовании пирамид. Для игроков, состоящих в гильдиях, начиная с 5 уровня, существенным источником очков улучшения магазина является бонус гильдии.

#### Сырьё, товары и склад фабрики
В игре существует четыре основных типа сырья:
- Металл
- Продовольствие
- Текстиль
- Древесина

И один дополнительный:
- Нефть

Основные типы сырья производятся фабрикой (это происходит автоматически со течением времени), кроме того, они могут быть куплены на бирже у других игроков. В свою очередь основные типы сырья могут быть использованы для производства товаров на фабрике (оно уже не автоматическое и регулируется пользователем), а также возведения и улучшения построек поместья или быть проданы другим игрокам на бирже. Фабрика может производить товары различного качества, в зависимости от которого будет меняться и доход, получаемый от их продажи в магазинах.
Нефть добывается на нефтяных вышках и может быть переработана на нефтеперерабатывающем заводе в бензин или дизельное топливо, они необходимы для ускорения продажи и производства товаров, соответственно.
Кроме сырья и товаров на складе фабрике хранятся материалы, бонусы и рецепты. Всё, что хранится на складе фабрики может быть куплено у других игроков на бирже, или продано им.

#### Кирпичи и железобетонные блоки
Данные ресурсы могут быть получены случайно в качестве бонуса за различные игровые действия. Кроме того, они могут быть куплены за золото в магазине. Кирпичи необходимы для улучшения построек поместья (выше определённого уровня). Как кирпичи, так и железные блоки нужны для вольеров в зоопарках, а также построек и улучшений гильдии.

### Строения и структура компании
В тех или иных районах города Свободы игрок может строить различные строения. Игрок сам может выбрать для них место, что может быть важно с точки зрения конкуренции.

#### Магазины и уровень компании
Являются необходимыми и наиболее распространёнными постройками компании. В каждом магазине может быть работать определённое число сотрудников. Основными характеристиками магазина является уровень магазина, уровень бизнеса, чистота и популярность. Уровень магазина может быть улучшен с помощью очков улучшения магазина. В зависимости от уровня магазина может меняться его доход и максимальное количество сотрудников, которые могут в нём работать. В отличие от уровня магазина, уровень бизнеса для заданного магазина неизменен, более того именно уровень бизнеса определяет структуру уровней магазина. Сначала игрок может строить магазине только первого уровня бизнеса. Когда игрок имеет определённое число магазинов наивысших уровней (идеального или элитного), он может улучшить уровень компании, что позволит ему строить больше магазинов, нанимать больше сотрудников, а в некоторых случаях и строить магазины более высокого уровня бизнеса. Кроме того, игрок может выбрать конкретный тип магазина (Парикмахерская, Фотосалон и т. д.) в зависимости от выбранной сферы деятельности и заданного уровня бизнеса. Чистота и популярность магазина могут быть увеличены за счёт уборки и рекламы, соответственно. Они понижаются со временем, кроме того, популярность может понизиться и при слишком назойливой рекламе, а чистота может быть понижена в случае хулиганства в магазине других игроков. Доход магазина зависит как от характеристик самого магазина, так и от его сотрудников и общих бонусов компании.

#### Центры продаж
Являются значительно более прибыльными, но и значительно более малочисленными аналогами магазинов. Они имеют те же характеристики, что и магазины, но не учитываются ни в ограничениях задаваемых уровнем компании, ни в требованиях к повышению этого уровня. Однако имеют аналогичный уровень отдела развития, кроме того, требуют наличия определённого числа магазинов наивысших уровней определённого уровня бизнеса на каждый центр продаж. Таким образом, игрок может как развивать центры продаж, так и совсем их не строить.

#### Фабрика
Фабрика необходима для производства сырья и товаров. Игрок может иметь только одну фабрику. Он может выбрать один из трёх типов фабрик:
- Сбалансированная
- Сырьевая
- Товарная

Они отличаются распределением мощности выработки между товарами и сырьём, но любая фабрика может производить и то и другое. Основными характеристиками фабрики являются уровень оборудования, технический опыт и опыт продаж. Уровень оборудования влияет на качество производимых товаров. Технический опыт необходим для повышения уровня оборудования и производства бонусов. Опыт продаж влияет на выработку приоритетного для данной сферы сырья.

### Нефтяная вышка и нефтеперерабатывающий завод
На нефтяных вышка может быть добыта нефть. Построить нефтяную вышку можно только с некоторой вероятностью, зависящей от того будет или не будет найдена нефть в данном районе при разведке. После того как вся нефть будет добыта нефтяная вышка разрушается. Кроме того, она может быть подожжена другими игроками. На нефтеперерабатывающем заводе нефть может быть переработана в бензин или дизельное топливо. Аналогично фабрике, здесь есть технический опыт необходимый для повышения уровня оборудования, который в свою очередь влияет на максимальное качество производимого топлива.

#### Небоскрёб и должности компании
Место постройки корпоративного небоскрёба определяет юридический адрес всей компании. Небоскрёб имеет четыре отдела:
- Производственный
- Отдел PR
- Отдел кадров
- Отдел развития бизнеса

В зависимости от уровня небоскрёба можно строить определённое число отделов и развивать их до определённого уровня. Кроме того, для постройки и улучшения отделов требуется наличие сотрудников на определённых должностях. Всего существуют пять ветвей должностей сотрудников (четыре из них как раз и соответствуют четырём отделам небоскрёба), в каждой ветви 4 уровня по одному сотруднику на каждом. Для того, чтобы иметь возможность назначить сотрудника на должность, необходимо, чтобы более низкие уровни уже были заполнены, кроме того, сотрудник должен иметь соответствующий талант в данной области и определённые показатели других характеристик. Также большинство должностей доступно, только для компаний выше определённого уровня. Наличие сотрудников на определённых должностях, а также развитие отделов небоскрёба влияет на бонусы в соответствующих областях.

#### СМИ и бренд компании
В игре присутствуют пять типов СМИ:
- Телевидение
- Журналы
- Газеты
- Радио
- Интернет

Для каждого СМИ каждого типа существует уровень лояльности и влиятельность. Проводя различные рекламные кампании игрок может повышать лояльность к нему конкретных СМИ, а также известность, репутацию и авторитет в целом. Известность и репутация дают процентную прибавку к общему доходу компании. Повышение уровня компании, капитала, известности и репутации приводят к росту стоимости бренда компании. К процентному росту стоимости бренда приводит также увеличение уровня небоскрёба. Посредством СМИ можно также совершать атаки на конкурентов, а также отвечать на соответствующие атаки.

## Игровой мир

### Город Свободы
Почти все события игры происходят происходят в городе Свободы. Он состоит из нескольких районов:
- Центр — здесь находятся достопримечательности, которыми могут владеть гильдии, а также они могут быть субъектом переговоров рыдовых игроков.
- Деловой, торговый и жилой районы — здесь можно строить магазины.
- Золотая миля — центры продаж.
- Зона экономического развития — небоскрёбы.
- Промышленный район — фабрики и нефтеперерабатывающие заводы.
- Энергетический район — нефтяные вышки.
- Туристический район — из него можно отправиться туристическую поездку.
- Пирамиды — при их исследовании можно получить различные бонусы.
- Аллея звёзд — статуи магнатов.

Кроме того, в городе Свободы находится мэрия, центральная площадь, биржа, автосалон, клуб Celebrity, ярмарка, лаборатория Белла.

### Гильдия
Гильдии являются объединениями участников (аналогичны кланам в стандартных MMORPG). Они могут владеть достопримечательностями, строить клубы гильдии, кроме того, выдают своим членам ежедневный бонус (а иногда ещё и бонус за достопримечательность).

### Политика
В городе свободы есть два основных органа управления:
- Совет — его членами могут быть только главы гильдий, руководство в нём даёт участнику наибольшие полномочия.
- Комитет — его членами могут быть и рядовые участники.

Оба органа являются выборными, кроме того, в определённые сроки можно подавать заявку на импичмент чиновников в них.

## PvP-система

### Скачки
Скачки проводятся на ипподроме. Кроме того, у участников есть возможность участвовать в тренировочных забегах, чтобы повышать уровень своей лошади. Также имеется возможность покупать для лошади различную амуницию и обучать её навыкам.

### Дебаты
Для участия в дебатах необходимо собрать команду из сотрудников своей компании. Победа определяется различными характеристиками этих сотрудников, такими как усердие, менеджмент, уверенность, эрудиция, интуиция, корпоративность, имидж и другие.

## Использование изображений известных людей
В локализации Mail.ru в качестве персонажей, используемых при оформлении, а также доступных для выбора в качестве в качестве аватара несколько раз выступали известные люди. В частности среди них были Владимир Жириновский, Ксения Собчак и Анфиса Чехова.

### Официальные сайты различных изданий игры
- Business Tycoon Online (Mail.ru)
- Business Tycoon Online (Dovogame)
- Business Tycoon Online (LeKool)

### Обзоры
- Обзор на Shara-games.ru
- Обзор на playground.ru

### Руководства по игре
- Официальный гид по игре от Mail.ru
- Руководство от гильдии Наша Раша